# Oxytropis babatagi
Oxytropis babatagi är en ärtväxtart som beskrevs av Abdusal. Oxytropis babatagi ingår i släktet klovedlar, och familjen ärtväxter. Inga underarter finns listade i Catalogue of Life.